# Nan Desu Kan
Nan Desu Kan est une convention d'anime annuel de trois jours se tenant en septembre à Denver dans le Colorado. Son nom en japonais signifie à peu près nan desu ka (何ですか), « Qu'est-ce ? ». La société mère, Rocky Mountain Association Anime, est une organisation à but non lucratif 501c. Cette convention est la plus grande convention d'anime dans la région des Rocheuses.